# Harry Greb
Harry Greb (właśc. Edward Henry Greb, ur. 6 czerwca 1894 w Pittsburghu, zm. 22 października 1926 w Atlantic City) – amerykański bokser, zawodowy mistrz świata kategorii średniej.
Jest uważany za jednego z najwybitniejszych pięściarzy wagi średniej w historii. Był znany z niezwykłej szybkości i agresywnego stylu walki. Zasypywał przeciwnika seriami ciosów, co zyskało mu przydomek „ludzkiego wiatraka”. Często walczył nieczysto. Stoczył aż 299 walk bokserskich, przy czym większość w formule no decision, czyli bez ogłoszenia werdyktu, o ile walka nie zakończyła się nokautem.
Rozpoczął karierę boksera zawodowego w 1913. Do 1918 stoczył walki no decision m.in. z takimi pięściarzami, jak Billy Miske (w 1915 i 1918), George Chip (w 1915, 1916 i dwa razy w 1917), Tommy Gibbons (w 1915), Mike Gibbons (w 1917), Al McCoy (w 1917 i 1918), Jeff Smith (dwa razy w 1917), Jack Dillon (w 1917 i 1918), Battling Levinsky (w 1917 i 1918), Mike McTigue (w 1918). 17 lutego 1919 w Nowym Jorku Greb spróbował odebrać tytuł mistrza świata w wadze półciężkiej Battlingowi Levinsky’emu. Zdaniem prasy był zdecydowanie lepszy, lecz nie wygrał przed czasem, a walka była no decision, więc Levinsky pozostał mistrzem świata. W 1919 Greb stoczył łącznie 45 pojedynków pięściarskich, przy czym zdaniem prasy wszystkie wygrał, a jego przeciwnikami byli m.in.: Battling Levinsky (4 razy), Leo Houck (3 razy), Billy Miske, Mike Gibbons, Jeff Smith i Mike McTigue. W 1920 walczył m.in. z Jeffem Smithem i dwukrotnie z Tommym Gibbonsem, a Eda „Gunboat” Smitha znokautował w 1. rundzie. W 1921 pokonał i zremisował z Jeffem Smithem, a 29 sierpnia stoczył zwycięską zdaniem pracy walkę z Kidem Norfolkiem, podczas której prawdopodobnie otrzymał uderzenie kciukiem w oko, które spowodowało odklejenie się siatkówki i w rezultacie utratę wzroku w prawym oku. Greb mimo to nie zaprzestał kariery pięściarskiej.
W 1922 Greb pokonał na punkty Tommy’ego Gibbonsa, a 23 maja w Madison Square Garden w Nowym Jorku zmierzył się z niepokonanym Gene’em Tunneyem o tytuł mistrza Stanów Zjednoczonych w wadze półciężkiej. Po niezwykle krwawym pojedynku Greb zwyciężył na punkty. Była to jedyna porażka w karierze bokserskiej Tunneya. W tym samym roku Greb stoczył walkę no decision z Tommym Loughranem, którą zdaniem prasy wygrał. W 1923 15 stycznia ponownie walczył no decision z Loughranem, 30 stycznia pokonał go w walce o mistrzostwo USA w wadze półciężkiej, a 23 lutego stracił ten tytuł w rewanżowej walce z Tunneyem.
31 sierpnia tego roku zmierzył się w Nowym Jorku w walce o tytuł mistrza świata w wadze średniej z dotychczasowym mistrzem Johnnym Wilsonem. Greb zwyciężył jednogłośnie na punkty i został nowym mistrzem. W obronie tytułu stoczył następujące pojedynki:
| Data                  | Miejsce    | Oponent       | Wynik               | Źródło             |
| --------------------- | ---------- | ------------- | ------------------- | ------------------ |
| 13 marca 1923(dts)    | Pittsburgh | Bryan Downey  | wygrana na punkty   | [ 6 ]              |
| 18 stycznia 1924(dts) | Nowy Jork  | Johnny Wilson | wygrana na punkty   | [ 6 ] [ 7 ]        |
| 26 czerwca 1924(dts)  | Nowy Jork  | Ted Moore     | wygrana na punkty   | [ 6 ] [ 8 ]        |
| 2 lipca 1925(dts)     | Nowy Jork  | Mickey Walker | nokaut w 6. rundzie | [ 6 ] [ 9 ] [ 10 ] |

Szczególnie zażarta była walka Greba z Mickeyem Walkerem, który był w tym czasie mistrzem świata w wadze półśredniej. Oprócz walk w obronie tytułu Greb stoczył w tym czasie wiele innych bokserskich pojedynków. M.in. przegrał na punkty 11 października 1923 z Tommym Loughranem, a 10 grudnia 1923 z Gene’em Tunneyem (o pas mistrza USA w wadze półciężkiej), 25 grudnia tego roku pokonał Loughrana, a 19 kwietnia 1924 przegrał przez dyskwalifikację z Kidem Norfolkiem. 21 sierpnia 1924 stoczył zwycięską zdaniem prasy walkę z Tigerem Flowersem, a 3 września tego roku pokonał na punkty Jimmy’ego Slattery’ego. 17 września walczył no decision z Tunneyem, a 13 października zremisował z Loughranem. 27 marca 1925 zdaniem prasy przegrał z Tunneyem, a 17 kwietnia tego roku pokonał na punkty Jackie Wilsona.16 lipca tego roku stoczył walkę no decision z Maxie Rosenbloomem, którą zdaniem prasy wygrał.
Greb stracił tytuł mistrza świata w wadze średniej, gdy 26 lutego 1926 w Madison Square Garden pokonał go na punkty Tiger Flowers, słynący z umiejętności walki w defensywie. Werdykt był niejednogłośny, a obserwatorzy uznali go za kontrowersyjny. Po wygraniu dwóch kolejnych walk Greb stanął do walki rewanżowej, którą 19 sierpnia tego roku również przegrał niejednogłośnie. Werdykt wzbudził żywiołowe protesty widowni. Była to ostatnia walka Greba, po której postanowił się wycofać.
Jego prawe oko, na które nie widział przez 5 lat, zostało zastąpione protezą. W październiku 1926 w Atlantic City poddał się kolejnej operacji usunięcia zaćmy oraz usunięcia chrząstki nosa, złamanej w wypadku samochodowym. Serce Greba nie wytrzymało tej operacji i zmarł w wieku 32 lat.
Greb został wybrany podczas pierwszej elekcji w 1990 do Międzynarodowej Bokserskiej Galerii Sławy.